# Kanton Beaumes-de-Venise
Der Kanton Beaumes-de-Venise war bis 2015 ein französischer Wahlkreis im Département Vaucluse in der Region Provence-Alpes-Côte d’Azur. Der Kanton hatte den Hauptort Beaumes-de-Venise und wurde 2015 im Rahmen einer landesweiten Neugliederung der Kantone aufgelöst.

## Gemeinden
Der Kanton bestand aus sieben Gemeinden:
| Gemeinde          | Einwohner Jahr | Fläche km² | Bevölkerungsdichte | Code INSEE | Postleitzahl |
| ----------------- | -------------- | ---------- | ------------------ | ---------- | ------------ |
| Beaumes-de-Venise | 2.387 (2013)   | 18,89      | 126 Einw./km²      | 84012      | 84190        |
| Gigondas          | 533 (2013)     | 27,14      | 20 Einw./km²       | 84049      | 84190        |
| Lafare            | 125 (2013)     | 4,54       | 28 Einw./km²       | 84059      | 84190        |
| La Roque-Alric    | 51 (2013)      | 4,87       | 10 Einw./km²       | 84100      | 84190        |
| Sablet            | 1.232 (2013)   | 11,1       | 111 Einw./km²      | 84104      | 84110        |
| Suzette           | 123 (2013)     | 6,75       | 18 Einw./km²       | 84130      | 84190        |
| Vacqueyras        | 1.144 (2013)   | 8,97       | 128 Einw./km²      | 84136      | 84190        |